# Acido esocarpico
L'acido esocarpico o exocarpico è un acido grasso composto da 18 atomi di carbonio con un doppio legame trans in posizione 13=14 e due tripli legami in posizione 9≡10 e 11≡12; con formula di struttura:
CH3(CH2)3-CH=CH-C≡C-C≡C-(CH2)7-COOH.
La sua notazione delta è 18:3Δ9a,11a,13t
Il suo nome IUPAC è acido (E)-ottadec-13-en-9,11-di-inoico
Fu isolato per la prima volta nel 1959, da HH Hatt e collaboratori, dalle radici dell'albero australiano Exocarpos cupressiformis dal cui genere hanno derivato il nome comune di acido esocarpico.  È stato anche isolato dall'olio di semi di Buckleya distichophylla, che contiene circa il 29%; Heisteria silvianii (≈0,36%); Malania oleifera (≈3,43%); e Ongokea gore (≈2%).  In forma libera è stato isolato dai tuberi maschi e femmine e dalle infiorescenze della Sarcophyte sanguinea.
È stato dimostrato che l'acido esocarpico ha attività antimicrobica.